# Іто Юкі
Іто Юкі (яп. 伊藤 有希, 10 травня 1994) — японська стрибунка з трампліна, чемпіонка світу та призерка світових першостей.